# Looft
Looft er en kommune i det nordlige Tyskland, beliggende i Amt Schenefeld i den nordvestlige del af Kreis Steinburg. Kreis Steinburg ligger i den sydvestlige del af delstaten Slesvig-Holsten.

## Geografi
Looft ligger omkring 10 km nord for Itzehoe. Få kilometer mod vest går motorvejen A23 fra Itzehoe mod Heide, nogle kilometer mod nord går Bundesstraße B430 mod Neumünster få kilometer mod øst B77 fra Itzehoe til Rendsburg.
Vandløbene Bekau, Nonnenbach, Lammsbek, Schönbek, Siersbek, Reihnkampsbach, Voßbergsbach og Tannenwiesenbach løber i kommunens område.